# Comuna Târgu Trotuș, Bacău
Târgu Trotuș este o comună în județul Bacău, Moldova, România, formată din satele Târgu Trotuș (reședința), Tuta și Viișoara.

## Așezare
Comuna se află în vestul județului, pe malurile râului Trotuș, în amonte de vărsarea în acesta a afluentului Caraclău, la est de orașul Târgu Ocna și la nord-vest de municipiul Onești. Este traversată de șoseaua națională DN12A, care leagă Oneștiul de Miercurea Ciuc, precum și de calea ferată Adjud–Comănești–Siculeni, pe care este deservită de stațiile Trotuș și Viișoara.

## Demografie
Componența etnică a comunei Târgu Trotuș
     Români (93,34%)
     Maghiari (1,56%)
     Alte etnii (0,21%)
     Necunoscută (4,9%)
Componența confesională a comunei Târgu Trotuș
     Romano-catolici (61,73%)
     Ortodocși (32,66%)
     Alte religii (0,47%)
     Necunoscută (5,14%)
Conform recensământului efectuat în 2021, populația comunei Târgu Trotuș se ridică la 5.330 de locuitori, în creștere față de recensământul anterior din 2011, când fuseseră înregistrați 4.969 de locuitori. Majoritatea locuitorilor sunt români (93,34%), cu o minoritate de maghiari (1,56%), iar pentru 4,9% nu se cunoaște apartenența etnică. Din punct de vedere confesional, majoritatea locuitorilor sunt romano-catolici (61,73%), cu o minoritate de ortodocși (32,66%), iar pentru 5,14% nu se cunoaște apartenența confesională.

## Politică și administrație
Comuna Târgu Trotuș este administrată de un primar și un consiliu local compus din 15 consilieri. Primarul, Cătălin Sabău[*], de la Partidul Social Democrat, este în funcție din octombrie 2020. Începând cu alegerile locale din 2024, consiliul local are următoarea componență pe partide politice:
|  | Partid                          | Consilieri | Componența Consiliului | Componența Consiliului | Componența Consiliului | Componența Consiliului | Componența Consiliului | Componența Consiliului | Componența Consiliului | Componența Consiliului | Componența Consiliului |
|  | ------------------------------- | ---------- | ---------------------- | ---------------------- | ---------------------- | ---------------------- | ---------------------- | ---------------------- | ---------------------- | ---------------------- | ---------------------- |
|  | Partidul Social Democrat        | 9          |                        |                        |                        |                        |                        |                        |                        |                        |                        |
|  | Partidul Național Liberal       | 3          |                        |                        |                        |                        |                        |                        |                        |                        |                        |
|  | Alianța pentru Unirea Românilor | 2          |                        |                        |                        |                        |                        |                        |                        |                        |                        |
|  | Cernea Mihai-Andrei             | 1          |                        |                        |                        |                        |                        |                        |                        |                        |                        |

## Istorie
La sfârșitul secolului al XIX-lea, comuna făcea parte din plasa Trotuș a județului Bacău și era formată din satele Târgu Trotuș, Viișoara, Pârâu Boghii și Băile-Slănic, având în total 2812 locuitori. În comună funcționau șapte fierăstraie de apă, șase mori, două școli mixte (una deschisă la Târgu Trotuș în 1869 și alta deschisă la Băile Slănic în 1889), patru biserici ortodoxe (una în fiecare sat) și o biserică catolică (ridicată în vechime de secui). Anuarul Socec din 1925 consemnează desprinderea satului Băile Slănic, care a format o comună separată și preluarea satelor Tuta și Pârgărești de la comuna vecină Bogdănești, comuna Târgu Trotuș având atunci 2824 de locuitori.
În 1950, comuna a trecut în administrarea raionului Târgu Ocna din regiunea Bacău, iar în 1956, satele Pârgărești și Pârâu Boghii s-au separat pentru a forma, împreună cu alte sate, o comună de sine stătătoare. În 1968, comuna a revenit la județul Bacău, reînființat.

### Industrie aeronautică
Carol al II-lea al României a decretat în 22 decembrie 1937 de urgentă utilitate publică exproprierea unei suprafețe de teren de aproximativ 155 hectare din nordul comunei, decretul fiind însoțit de președintele Consiliului de Miniștri Gheorghe Tătărescu, Ministrul aerului și marinei (MAM) Radu Irimescu și Ministrul finanțelor Mircea Cancicov, în urma raportului președintelui Consiliului de Miniștri nr. 7783 din 1937, cu jurnalul, referatele tehnice și comisiile tehnice aferente din decursul anului 1937 cu adresa Statului Major cu nr. 784 din 24 Iulie 1937, înregistrată la MAM sub nr. 378 din 1937. Perimetrul și planurile au fost realizate de Marele Stat Major pentru Industria de Răsboiu și era delimitat la sud de calea ferată de stat Sfântu Gheorghe–Siculeni–Adjud între km 45+200 și 46+850 și la nord de drumurile Viișoara–Valea Podului. Suprafața a fost trecută în patrimoniul Societății „Industria Națională Aeronautică” (INA) în scopul realizării unei fabrici a industriei naționale aeronautice. Ministerul Aerului și Marinei a expropriat foștii proprietari.
Potrivit unui publicist, între anii 1938–1939 Germania Nazistă a început construcția fabricii, amplasamentul fiind determinat de importanța strategică a Văii Trotușului. S-au realizat piste de aterizare și decolare standardizate tuturor tipurilor de aeronave, precum și rezervoare de combustibil legate de o stație CFR cu spații de garare și instalații de încărcare–descărcare. Au fost aduse cantități mari de arme și muniții, dar și trupe germane ce au fost cazate în barăcile șantierului și în casele din zonă. Construcția a fost abandonată odată cu izbucnirea celui de-al Doilea Război Mondial, forța de lucru germană fiind dirijată numai la amenajarea aerodromului și nevoile războiului. În ultimii ani ai conflictului s-a realizat aprovizionarea cu carburanți a aeronavelor și plecarea în misiune a formațiuni de luptă aeriene spre frontul sovietic. Obiectivul a fost abandonat după actul din 23 august 1944, trupele germane luând înapoi ce se putea transporta aerian iar o grupă de șoc rămânând în urmă pentru minarea a ce se construise și satul învecinat Viișoara. Planul a fost abandonat, ulterior retragerii aerodromul fiind utilizat de Forțele Aeriene Sovietice iar în prezent de avioane sanitare și pentru exerciții tactice.

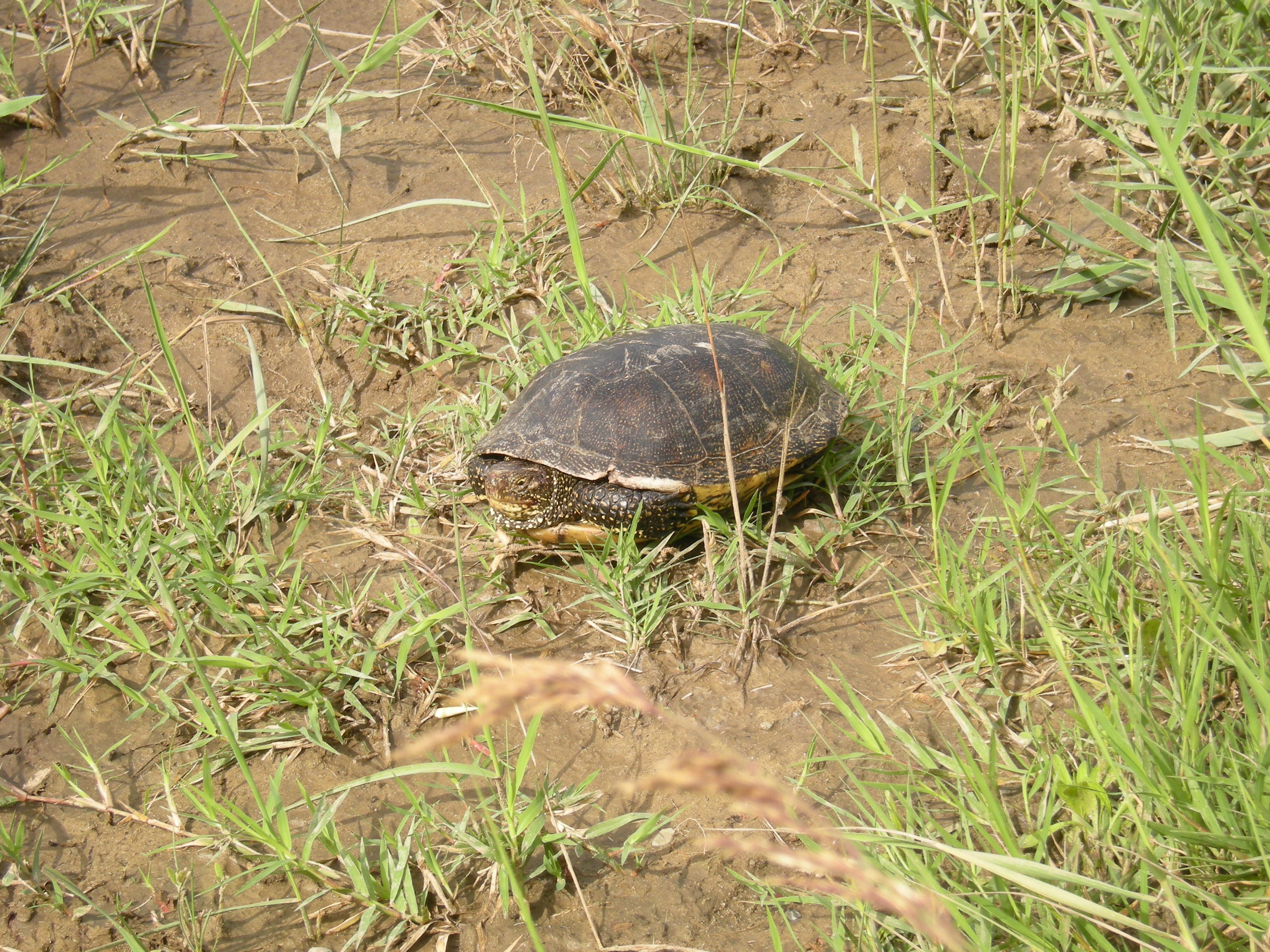
Broasca-țestoasă europeană de baltă pe malul râului Trotuș, în teritoriul comunei

## Monumente istorice
În comuna Târgu Trotuș se găsesc două monumente istorice de interes național. Unul este situl arheologic de la „Tarna Nouă”, de la marginea de nord a satului Târgu Trotuș, sit ce cuprinde urmele unei așezări medievale (secolele al XIV-lea–al XVII-lea) și ruinele unei biserici din secolul al XIV-lea. Celălalt este un monument de arhitectură, ansamblul bisericii „Sfinții Voievozi” (1730) aflat în centrul aceluiași sat, la sud de șoseaua națională DN12A, ansamblu ce cuprinde biserica propriu-zisă și turnul clopotniță ridicat în 1800.

## Personalități născute aici
- Chiriac Avădanei (1927 - 2014), inginer;
- Mihai Drăgan (1937 - 1993), critic istoric literar.